# Ноки (Лука)
Ноки је насеље у Италији у округу Лука, региону Тоскана.
Према процени из 2011. у насељу је живело 513 становника. Насеље се налази на надморској висини од 114 м.